# Désirée Clary
Bernardine Eugénie Désirée Clary (8 tháng 11 năm 1777 – 17 tháng 12 năm 1860), từng có thời là vợ chưa cưới của Napoleon Bonaparte, là một phụ nữ người Pháp sau trở thành Vương hậu Thụy Điển và Na Uy với tư cách vợ của Quốc vương Karl XIV Johan của Thụy Điển, một cựu tướng Pháp và người sáng lập Vương tộc Bernadotte. Ở Thụy Điển bà được đổi tên thành Desideria, một cái tên Latin mà chính bà không dùng..